# Gualicho
Gualicho shinyae
Genre
Espèce
Gualicho est un genre éteint de dinosaure théropode qui vivait au Crétacé supérieur dans ce qui est maintenant le nord de la Patagonie, en Argentine, sur ce qui était alors une île continent séparée du supercontinent du Gondwana.
Les fossiles de l'espèce type et seule espèce, Gualicho shinyae, ont été découverts dans la formation géologique de Huincul, datée de la fin du Cénomanien et du début du Turonien, soit il y a environ 93 Ma (millions d'années).
Gualicho vient de la mythologie mapuche (groupe ethnique et peuple autochtone du Chili et d’Argentine), surtout dans la culture Tehuelche (amérindiens d’Argentine et du Chili), où Gualichu ou Gualicho est un esprit ou un démon mauvais, comparable au Diable mais pas semblable à lui.